# Susana Hidalgo
Susana Magdalena Hidalgo Alfaro (née le 22 août 1986 à Ovalle) est une actrice chilienne.

## Télévision

### Telenovelas
| Telenovelas | Telenovelas     | Telenovelas          | Telenovelas |
| Année       | Titre           | Rôle                 | Chaîne      |
| ----------- | --------------- | -------------------- | ----------- |
| 2011        | Infiltradas     | Soledad Zubizarrieta | Chilevisión |
| 2012        | Pobre Rico      | Julieta Cotapos      | TVN         |
| 2013        | Solamente Julia | Julia Sepúlveda      | TVN         |

### Séries
| Séries télévisées | Séries télévisées | Séries télévisées | Séries télévisées |
| Année             | Titre             | Rôle              | Chaîne            |
| ----------------- | ----------------- | ----------------- | ----------------- |
| 2012              | Vida por vida     | Alejandra Torres  | Canal 13          |
| 2013              | Maldito Corazón   |                   | Chilevisión       |

### Émission
| Émissions de télévision | Émissions de télévision | Émissions de télévision | Émissions de télévision |
| Année                   | Titre                   | Rôle                    | Chaîne                  |
| ----------------------- | ----------------------- | ----------------------- | ----------------------- |
| 2013                    | Buenos días a todos     | Elle-même / Invitée     | TVN                     |

## Théâtre
- 2010 : Por el bien de todos
- 2011 : Interior
- 2012 : Oratorio de la lluvia negra
- 2012 : Enero en París

### Sources
- (es) Cet article est partiellement ou en totalité issu de l’article de Wikipédia en espagnol intitulé « Susana Hidalgo » (voir la liste des auteurs).